# القاعده السفلى (أفلح الشام)

تعديل مصدري - تعديل

القاعدة السفلى هي إحدى قرى عزلة بني حفيظ والمكارمة بمديرية أفلح الشام التابعة لمحافظة حجة، بلغ تعداد سكانها 78 نسمة حسب تعداد اليمن لعام 2004.